# Kloma
《KLOMA》는 대한민국의 그룹 015B 장호일의 프로젝트 앨범이다.
이 앨범 후에 명성을 떨치게 되는 김돈규, 조성민 등이 정석원의 프로젝트 '연인'에 이어 장호일의 프로젝트 '클로마'에도 참여했다.
- 원래 이 앨범은 장호일만의 계획이었으나, 차질이 생겨 정석원 음악작업인 영화 '그 남자 그 여자' OST 계획이 취소되어 삽입곡이 '클로마'에 수록이 되었다.

## 곡 목록
1. 세상은.. 407
2. 이제 날 그만 보내줘 347
3. 쉐리 436
4. 반짝이는 요정 403
5. Fire Crusin' Instrumental 220
6. 꿈이 없는 세상 431 - 영화 '비상구가 없다' 삽입곡
7. 그 여자 그 남자 455 - 영화 '그 남자 그 여자' 삽입곡
8. In the Blue Instrumental 220
9. 너의 기억 420
10. 북풍 Instrumental 200

## STAFF
- All Song Produced&Written&Composed&Arranged by 장호일

- except '그 남자 그 여자' Produced&Written&Composed&Arranged by 정석원
- Photo&Designed by 안성진 JAM
- Art Work by 손우식 윤혜성
- Executive producer 유재학 for 대영기획
- Engineered by 성지훈 at Bay Studio

## 같이 보기
- 015B 디스코그래피